# 荒漠石头花
荒漠石头花（学名：Gypsophila desertorum）为石竹科石头花属的植物。分布于俄罗斯、蒙古以及中国大陆的内蒙古等地，生长于海拔1,420米至1,500米的地区，常生长在砾质、荒漠草原、沙质干草原以及干河谷，目前尚未由人工引种栽培。

## 别名
荒漠霞草（内蒙古植物志）